# フアン・デ・アレラーノ
フアン・デ・アレラーノ（Juan de Arellano、1614年8月3日 - 1676年10月13日)はスペインの画家である。おもに花を題材にした静物画を多く描いた。

## 略歴
マドリード州のサントルカスに生まれた。幼い頃父親を亡くし、母親と近郊のアルカラ・デ・エナーレスに移った。無名の画家の手伝いをした後、16歳の時、マドリードに戻り、風景画家で王妃、イサベル・デ・ボルボンの援助を受けていた風景画家、フアン・デ・ソリス(1654年没)の工房で働くようになった。
はじめ宗教画を描いていたが、その頃、フランドルの画家たちが描いた花を題材にした静物画がスペインの宮廷で人気を得ていたのを見て、静物画のジャンルに専念した。1639年に結婚した最初の妻が亡くなると、フアン・デ・ソリスの姪と結婚し、4人の子供が生まれた。3人の息子たちは画家になり、娘は1663年に画家のバルトロメ・ペレス・デ・ラ・デエサ(Bartolomé Pérez de la Dehesa: c.1634-1698)と結婚した
。アレラーノの工房では息子や義理の息子と、作業を分担しながら、数多くの作品を制作し、経済的に成功した。
フアン・デ・アレラーノが影響を受けたと思われる画家にはフランドルの画家、ダニエル・セーヘルスやイタリアの画家、マリオ・ヌッツィらがいるとされる。 多くの場合、多量の花が描かれ、それぞれは正確な描写であるが、開花時期の異なる花が描かれるというスタイルであった。
作品はプラド美術館などに収蔵されている。

## 作品

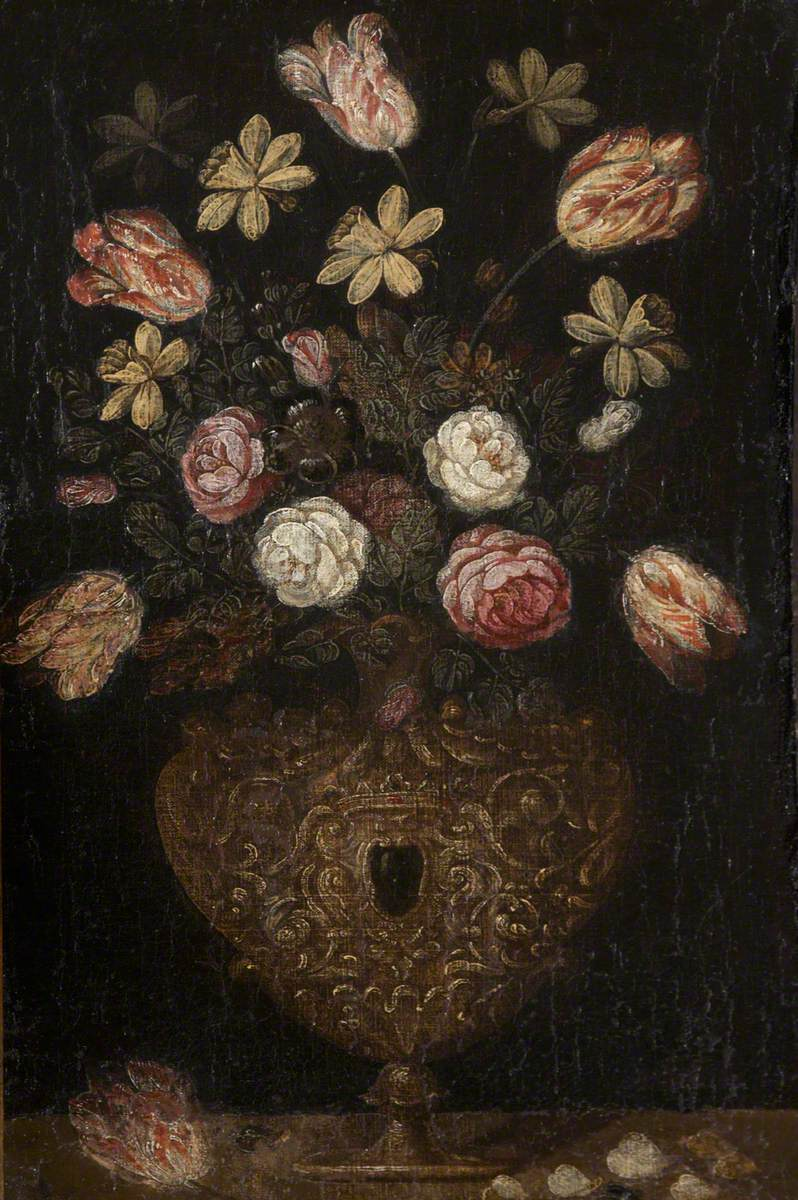
花瓶と花
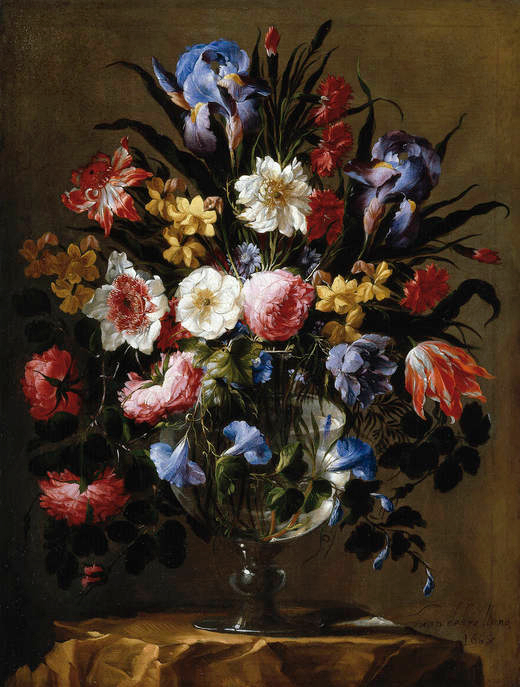
ガラス花瓶の花
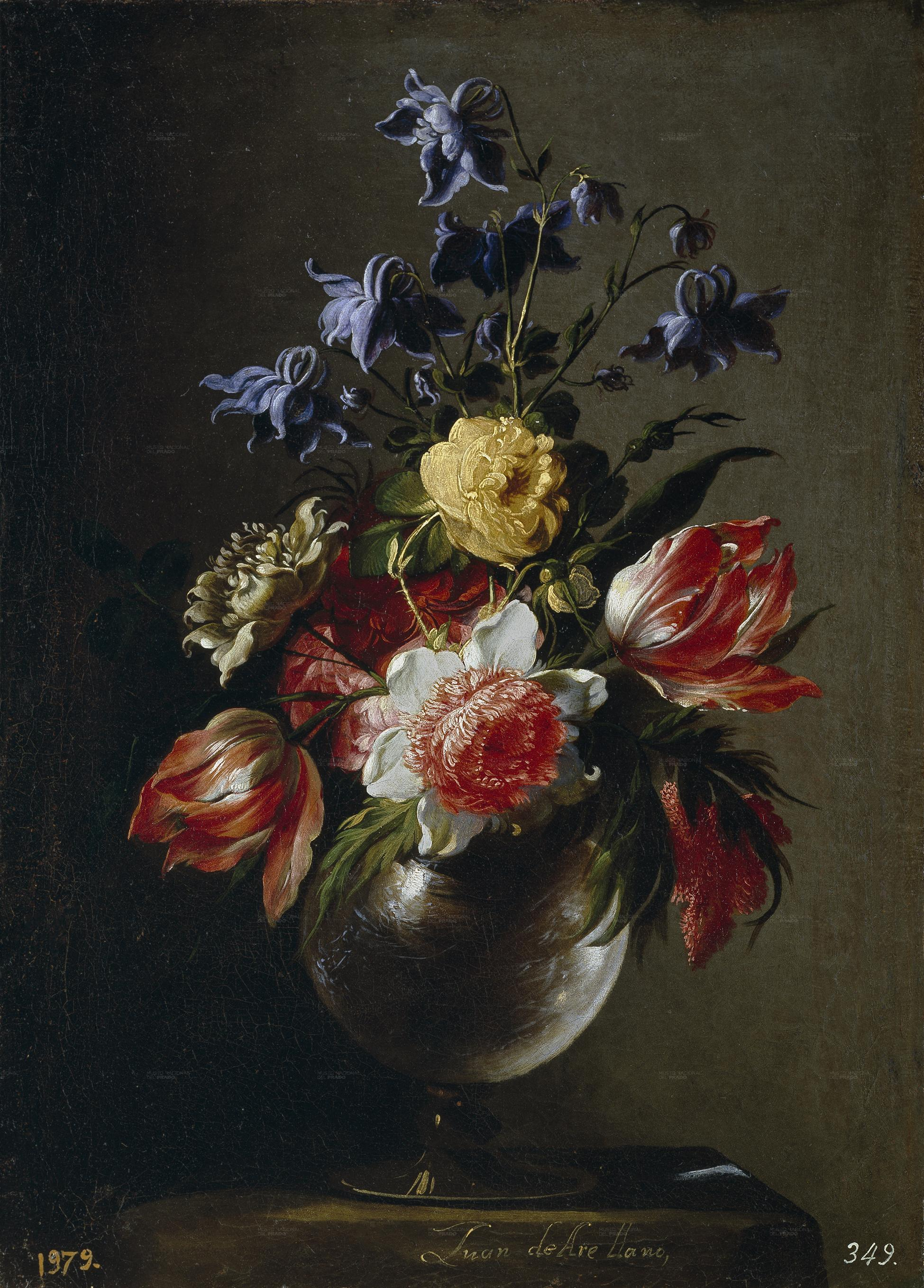
花瓶の花
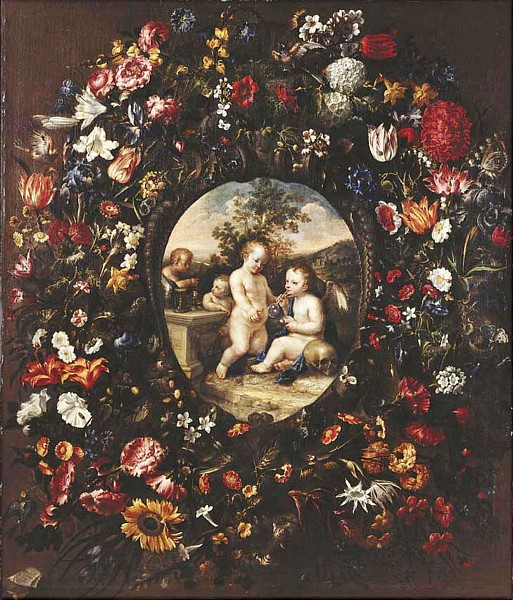
フランシスコ・カミロ(Francisco Camilo)と共作「ヴァニタスと花飾り」

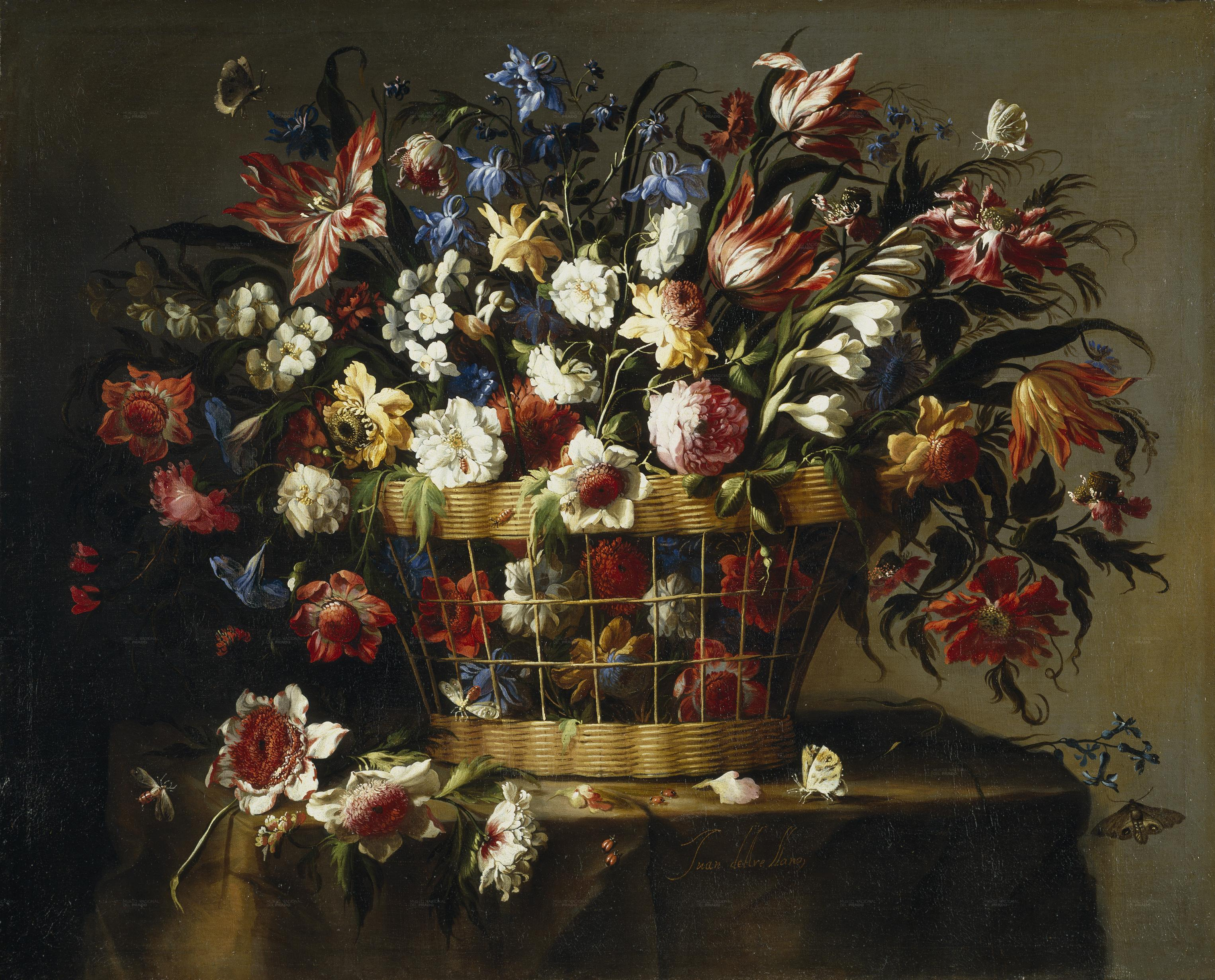
花の籠
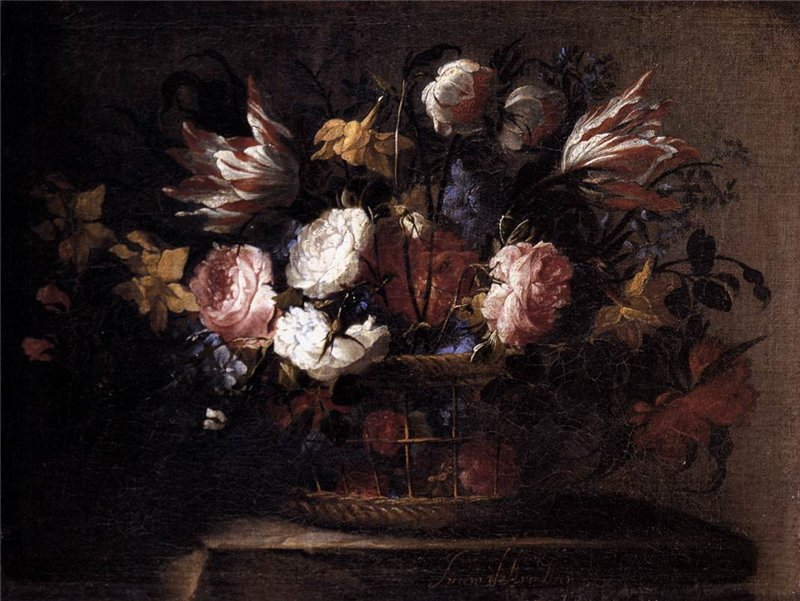
花の籠
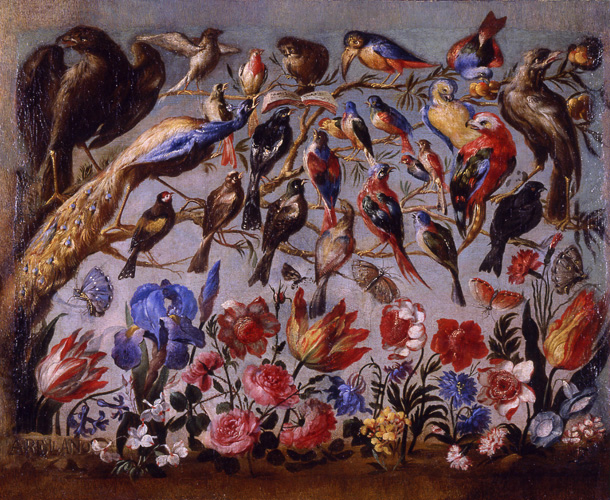
鳥のコンサート